# Richard Brenner
Richard Brenner, né le 30 juin 1833 à Mersebourg en province de Saxe et mort le 22 mars 1874 à Zanzibar, est un explorateur allemand de l'Afrique orientale.

## Biographie
Après ses études au lycée, Brenner devient directeur forestier dans plusieurs propriétés du Harz et ensuite travaille dans des exploitations sucrières. Il est embauché à la fin de 1864 comme secrétaire et chasseur par le baron von der Decken pour sa deuxième expédition en Afrique orientale. De février à juillet 1865, il explore les fleuves côtiers Osi, Tula et Schamba et d'août à septembre 1865 explore le cours du Jubba. L'expédition est attaquée par des Somalis les 30 septembre et 1er octobre 1865 au-dessus de Bardera et quatre de ses membres sont tués. Brenner continue vers la côte, regagne Zanzibar et de là rentre en Allemagne.
Apprenant que le baron von der Decken a été assassiné près de Bardera le 3 octobre 1865, sa famille mande Brenner et Kinzelbach pour retrouver ses traces. Brenner traverse le territoire des Somalis en novembre 1866, s'arrêtant à Brava jusqu'en janvier 1867 sans réussir à gagner Bardera. Il explore le Webi et le Scheri, puis retourne à Zanzibar le 26 février. Il entreprend un nouveau voyage à partir du 12 mars, le long de la côte des Gallas, puis retourne au fleuve Tana et à l'Osi, jusqu'au sultanat de Witu (où il négocie une sorte de traité avec le sultan pour le compte de la Prusse), avant de rejoindre au sud le pays des Oromos. C'est le premier Européen à cartographier la région et à la décrire.
Il revient à Zanzibar en février 1868, puis gagne Mogadiscio et Aden avec un jeune indigène Oromo, du nom  de Djilo, qu'il emmène avec lui en Europe.
Des compagnies suisses et triestines l'envoient ensuite à la fin de 1869 pour une expédition commerciale en territoire somali, ce qui le conduit en janvier 1870 à Aden, puis le long des côtes de l'océan Indien jusqu'à Mascate, avant de retourner à Zanzibar. Ensuite il parcourt les côtes, d'Oman jusqu'aux Gallas, remonte le cours du Kingani et rentre à Zanzibar.
Épuisé par les fièvres tropicales, il retourne à Mersebourg au milieu de l'année 1871. Le gouvernement austro-hongrois le nomme cette année-là consul à Aden où il se rend en 1872. Ensuite il part pour Zanzibar, où il meurt de fièvres tropicales en 1874.
Richard Brenner a laissé plusieurs descriptions de ses voyages dans les Petermanns Mitteilungen, ainsi que pour Globus.

## Source
- (de) Cet article est partiellement ou en totalité issu de l’article de Wikipédia en allemand intitulé « Richard Brenner » (voir la liste des auteurs).